# Szent Henrik püspök
Szent Henrik (Anglia, 1100 körül – Köyliö, 1156. január 19.) püspök, vértanú, misszionárius, valamint Finnország védőszentje.

## Életrajza
Szent Henrik 1100 körül született Angliában. Legátusként Albinói Miklós bíboros után (a későbbi IV. Adorján pápa) érkezett Svédországba, ahol Uppsala püspökeként a térség skandináviai megszilárdításán munkálkodott. 1115-ben IX. Erik svéd királlyal elhatározták, hogy keresztes hadjáratot vezetnek a svéd fennhatóság alatti finn területekre. 
Henrik Finnország első püspöke lett, rá hárult volna az egyházi szervezet kiépítése is, de egy Lalli nevű földműves, akit korábbi gyilkossága miatt az egyház kiközösített, fejszével megölte a püspököt a Köyliö-tó jegén. A vértanúságot szenvedett püspököt először Nousiainen falu templomába temették el, majd szentté avatása után Szent Henrik maradványait a turkui székesegyházban helyezték el, amelynek védőszentje lett. 
A vértanúsága helyéhez közel eső kis szigeten a 14. század elején kápolnát is emeltek tiszteletére és a szigetet máig Kirkkokarinak, azaz templomos zátonynak nevezik és a sziget zarándokhellyé vált. 
A kápolna a későbbiekben elpusztult, de a megmaradt alapfalaihoz minden évben a június közepére eső vasárnapon ma is elzarándokolnak a finn katolikusok. 
Henrik püspök szentté avatásáról nem maradtak fenn írásos adatok. Az első írásos említés VIII. Bonifác pápa levelében maradt fönn, 1296-ból, Henrik oltárra emeléséről, melyről mint megtörtént eseményről számolt be.
Az első katolikus kőtemplomot 1860-ban, a reformáció után Helsinkiben építették, mely ma már püspöki főtemplom és Szent Henrik nevét viseli.

## Galéria

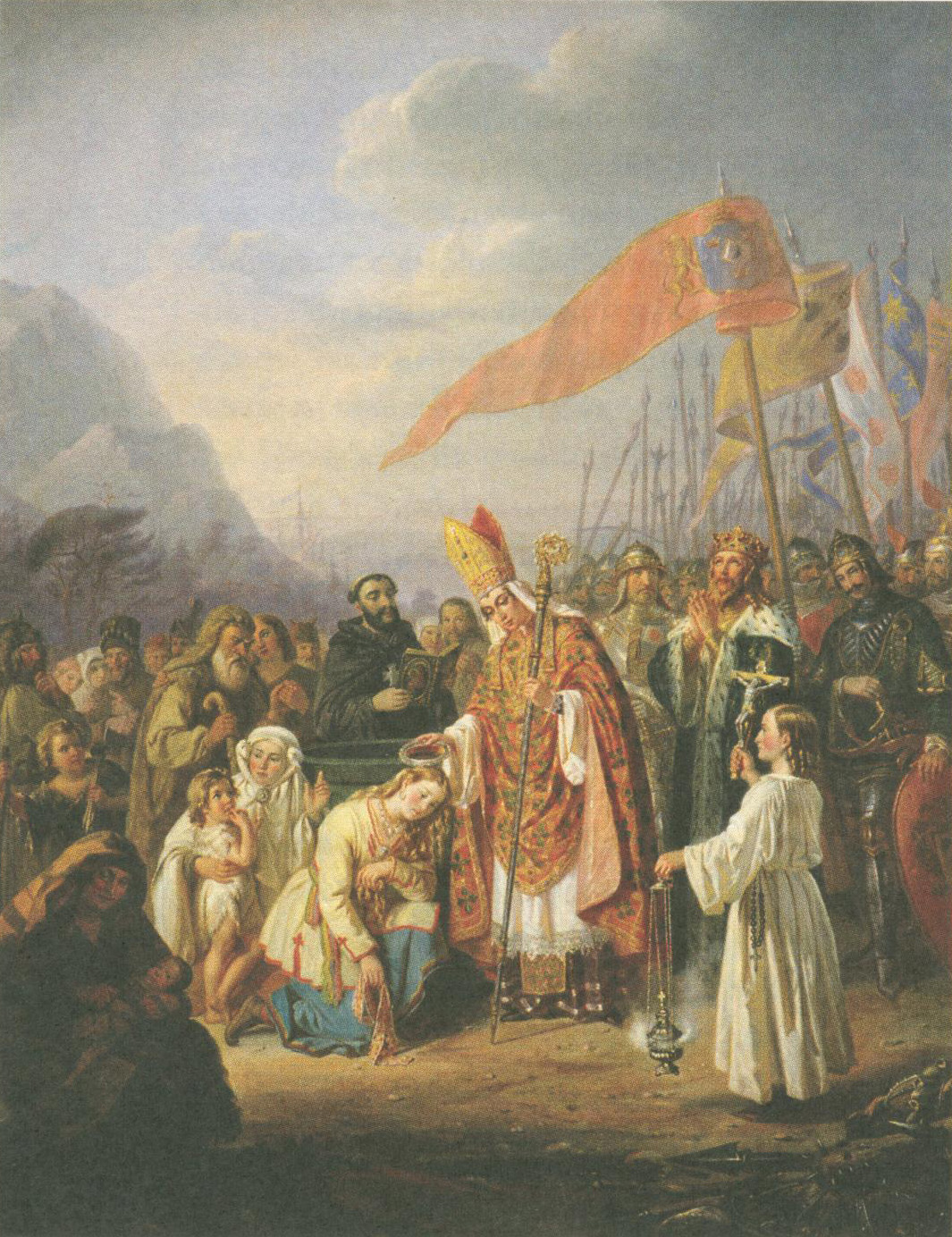
Szent Henrik Robert Wilhelm Ekman(wd) festményén
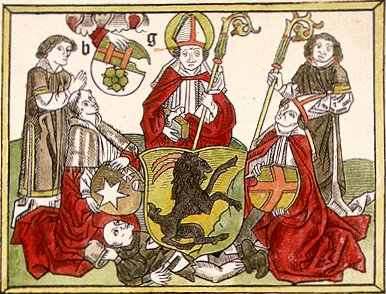
Szent Henrik püspök
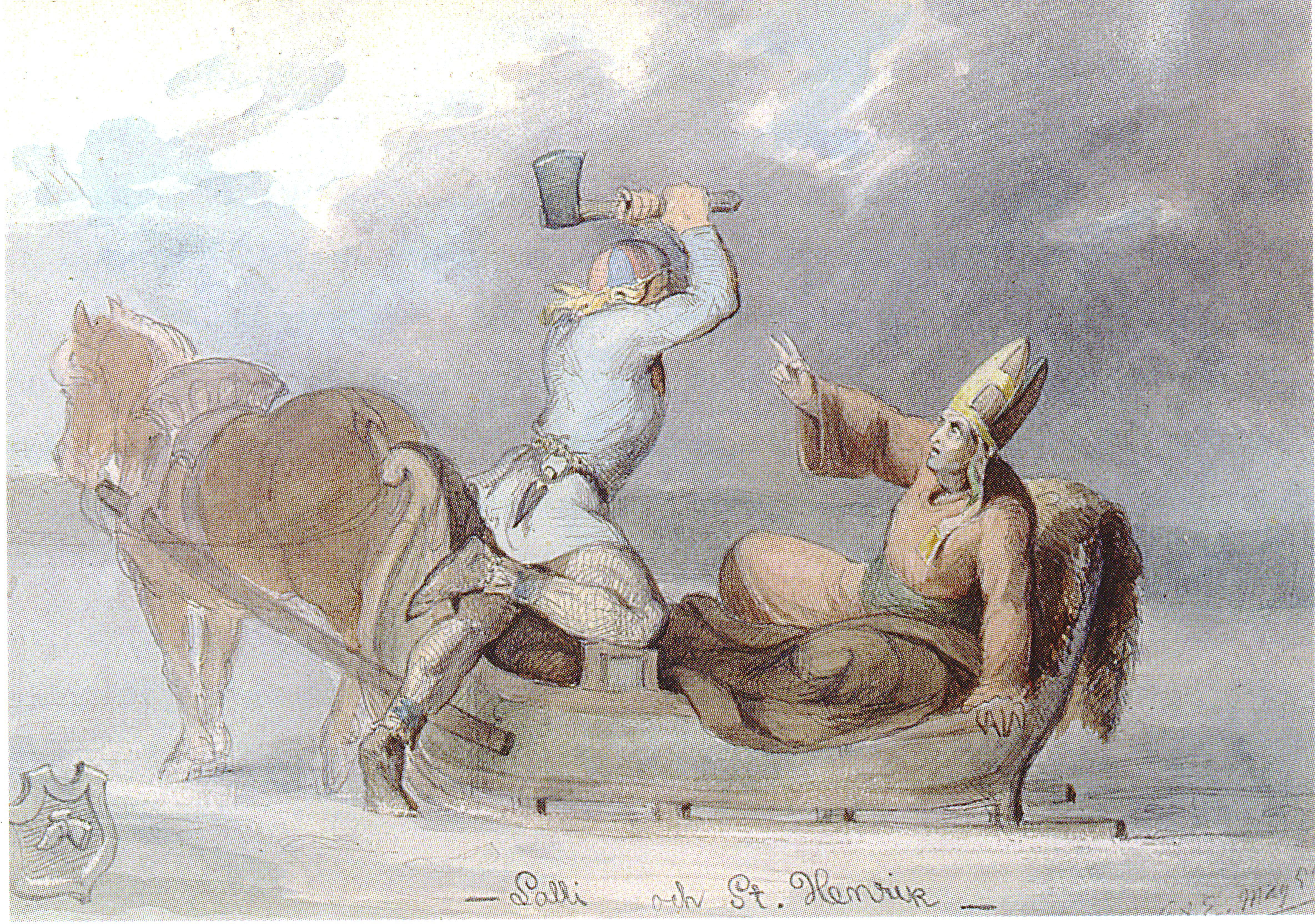
Lalli megöli a püspököt a Köyliö-tó jegén (C. A. Ekman(wd) festménye)
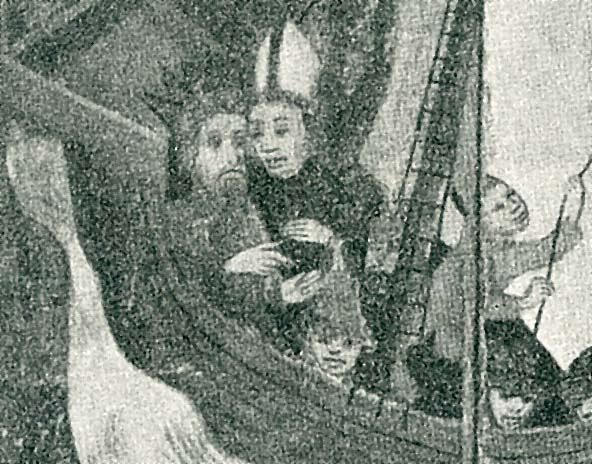
A püspök ábrázolása egy középkor metszeten
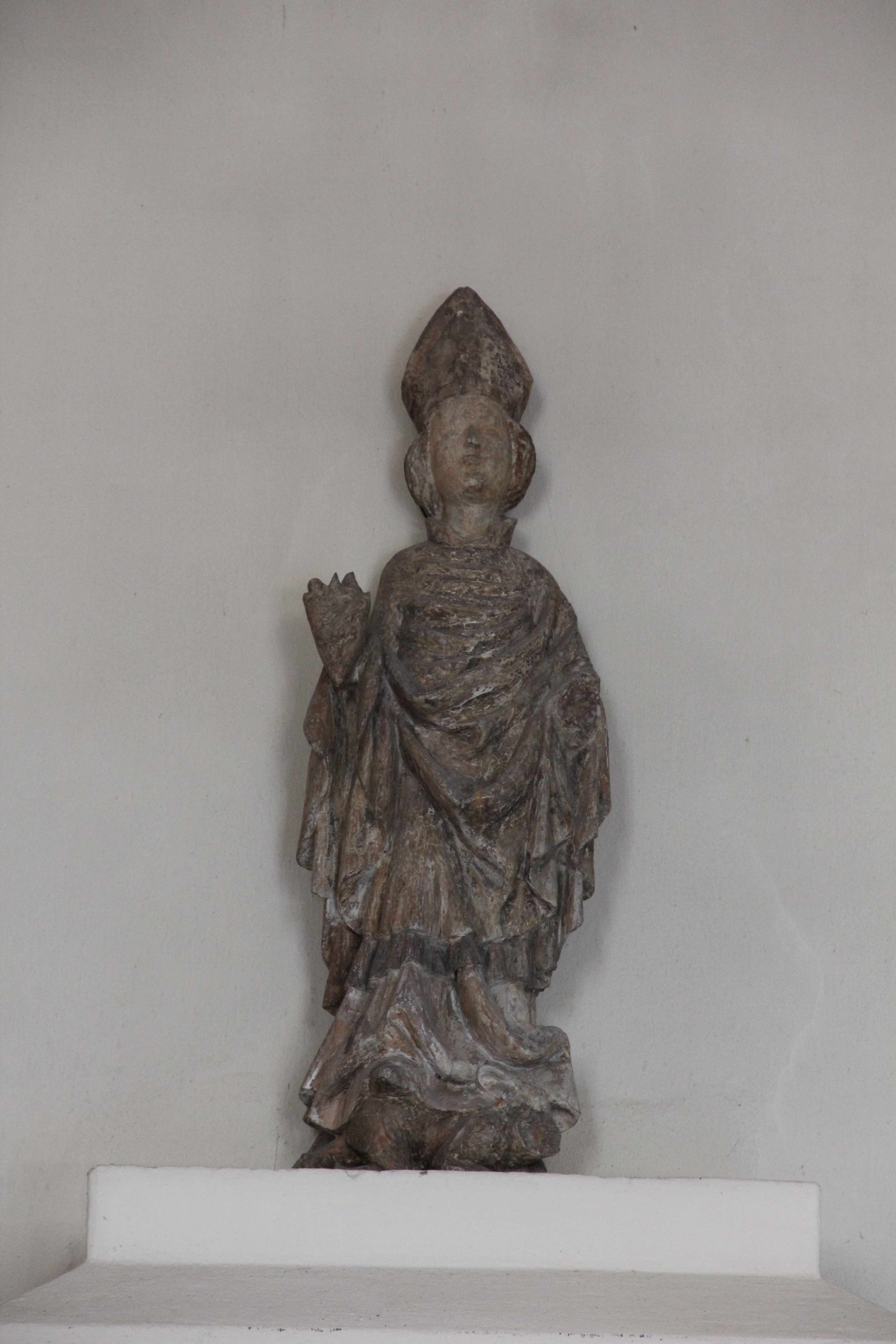
Szent Henrik szobra
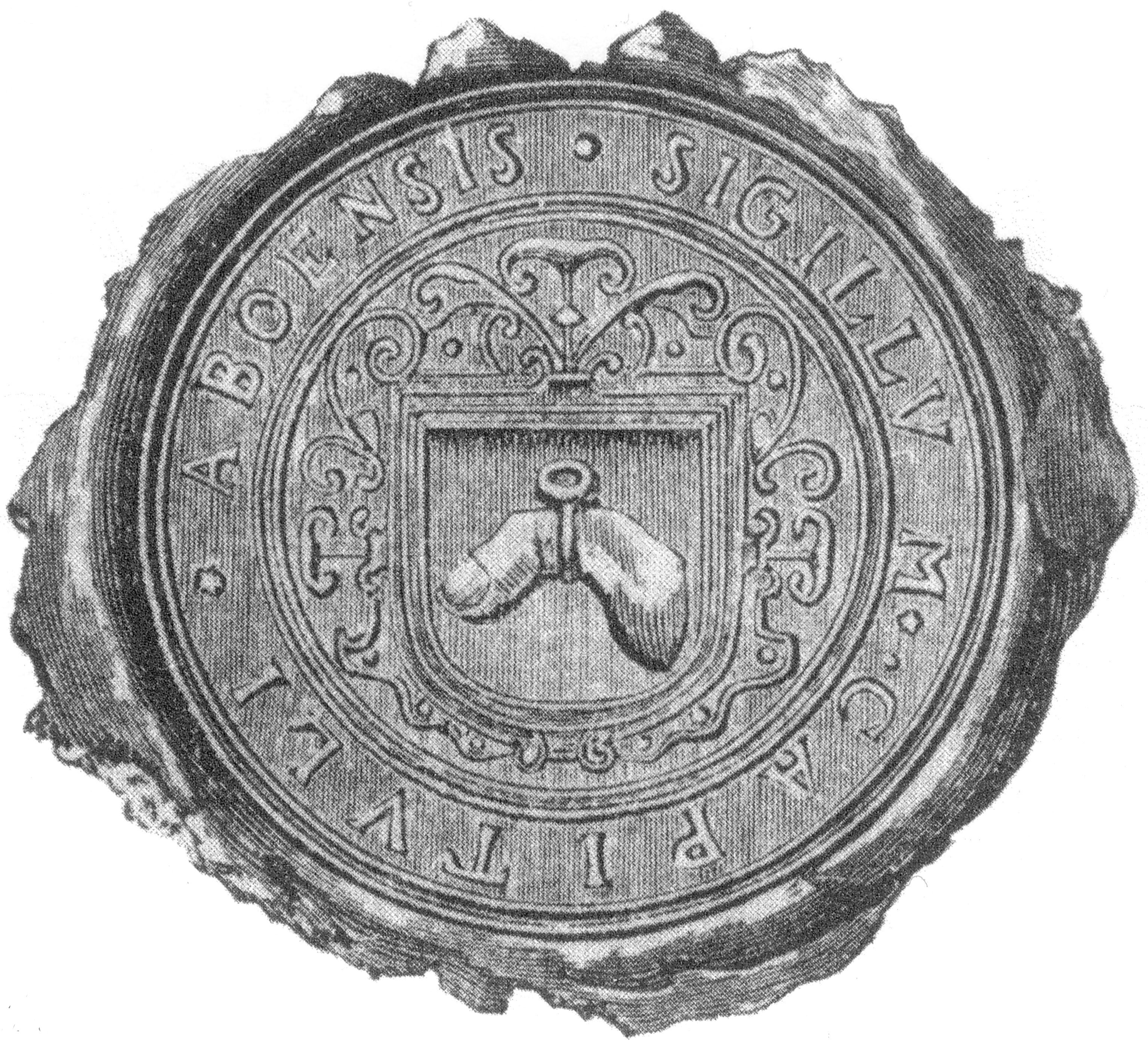
A püspök levágott ujja 1618-ban a turui egyházmegye jelképévé vált.